# My BFF
My BFF är en TV-serie med Paris Hilton som ska välja sin nya BFF (best friends forever). Säsong 1 hade premiär 2008. Vinnaren i första säsongen var Brittany Flickinger, men de är idag inte längre bästisar. Hon startade en ny säsong som heter Paris Hiltons new British BFF.